# Merle Dandridge

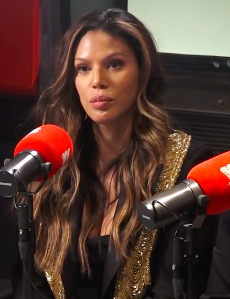
Merle Dandridge, 2019

Merle Dandridge (* 31. Mai 1975 in Okinawa, Japan) ist eine US-amerikanische Schauspielerin und Sängerin. Sie spielte in verschiedenen Bühnenstücken mit, darunter Musicals wie Jesus Christ Superstar, Spamalot, und Rent. Dandridge ist auch bekannt für ihre wiederkehrenden Auftritte in Fernsehserien wie Sons of Anarchy und The Night Shift. Im Jahr 2015 bekam sie die Rolle der Grace Greenleaf in der Dramaserie Greenleaf des Oprah Winfrey Network.

## Leben
Dandridge wurde in Okinawa, Japan geboren. Ihr Vater war Angehöriger des US-Militärs und stammte aus Memphis, ihre Mutter war eine in Okinawa lebende Japanerin mit koreanischen und japanischen Wurzeln. Außer in Okinawa lebte Dandridge auch in Sacramento, California, auf der Beale Air Force Base und später auf der Offutt Air Force Base (Heimatbasis des Strategic Air Command) in Bellevue, Nebraska, wo sie den Großteil ihrer Kindheit verbrachte. Sie besuchte die Papillion La Vista High School und spielte in einem Stück des Schultheaters mit. Danach besuchte sie das Theaterkonservatorium der Roosevelt University (das heutige Chicago College of Performing Arts) mit einem Stipendium, das sie beim International Thespian Festival verdient hatte.

## Karriere
Dandridge begann ihre Karriere mit Rollen in Chicagoer Theaterstücken. Einem größeren Publikum wurde sie durch die Rolle der Alyx Vance im preisgekrönten Action-Computerspiel Half-Life 2 und seinen Nachfolgern, Episode One und Episode Two bekannt; außerdem als Marlene in The Last of Us. Im Fernsehen begann sie mit Gastrollen in NCIS, 24, Criminal Minds, The Newsroom und Drop Dead Diva. Sie spielte auch wiederkehrende Rollen in den Dramaserien FX, Sons of Anarchy (als Rita Roosevelt) und 2014 kurze Zeit in der Teenager-Soap Star-Crossed. 2015 spielte sie in der zweiten Staffel des NBC Medizin-Dramas The Night Shift die Hauptrolle der Gwen Gaskin.
Ebenfalls 2015 konnte Dandridge sich beim Casting der Hauptrollen in der vom Oprah Winfrey Network produzierten Dramaserie Greenleaf gegen Lynn Whitfield durchsetzen. Sie spielt die Rolle der Grace Greenleaf, Greenleafs entfremdeter Tochter.

## Filmografie (Auswahl)
- 2003: Angel – Jäger der Finsternis (Episode: Home)
- 2003: The Edge (Pilotfilm)
- 2003: Navy CIS (NCIS, Episode: Sea Dog)
- 2005: Third Watch – Einsatz am Limit (Episode: Too Little, Too Late)
- 2005: All My Children (mehrere Folgen)
- 2005: Springfield Story (Guiding Light, Episode: July 21, 2005)
- 2007: I’m Paige Wilson (Pilotfilm)
- 2008: Nichts als die Wahrheit (Nothing But The Truth)
- 2010: The Deep End (Episode: An Innocent Man)
- 2010: 24 (Episode: Day 8, 12:00am– 1:00am)
- 2010: Matadors (Pilotfilm)
- 2010: CSI: Miami (Episode: Sleepless In Miami)
- 2011: Lie to Me (Episode: Saved)
- 2011: Love Bites (Episode: How To…)
- 2011: Ringer (Episode: Shut Up and Eat Your Bologna)
- 2012: Criminal Minds (Episode: A Family Affair)
- 2011–2012: Sons of Anarchy (6 Folgen)
- 2013: Company Town (Pilotfilm)
- 2013: Nikita (Episode: Inevitability)
- 2012–2013: The Newsroom (Episoden: Amen, One Step Too Many)
- 2014: The Mentalist (Episode: Il Tavolo Bianco)
- 2014: Star-Crossed (7 Folgen)
- 2014: Drop Dead Diva (Episode: Afterlife)
- 2014: Stalker (Pilotfilm)
- 2014: Navy CIS: L.A. (NCIS: Los Angeles) (Episode: Reign Fall)
- 2015: Perception (Episode: Meat)
- 2015: Suits (Episode: Intent)
- 2015: Rosewood (Episode: Vitamins and Vandals)
- 2015–2016: The Night Shift (15 Folgen)
- 2016–2020: Greenleaf (60 Folgen)
- 2018: Murphy Brown (5 Folgen)
- 2020: The Right Girl
- 2020: The Flight Attendant (Fernsehserie, 8 Folgen)
- 2021, 2023: Truth Be Told – Der Wahrheit auf der Spur (Truth Be Told, Fernsehserie, 17 Folgen)
- 2022: Block Party
- 2022–2024: Seattle Firefighters – Die jungen Helden (Station 19, Fernsehserie, 38 Folgen)
- 2023: The Last of Us (Fernsehserie, 2 Folgen)
- 2023–2024: Alice in der Wunderland-Bäckerei (Fernsehserie, Stimme, 6 Folgen)
- 2024: Secret Level (Fernsehserie, 1 Folge)

## Theater
| Jahr      | Titel                                                   | Rolle                         | Theater                                         |
| --------- | ------------------------------------------------------- | ----------------------------- | ----------------------------------------------- |
| 1994      | Once on this Island                                     | Performer                     | Chicago                                         |
| 1994      | Robber Bridegroom                                       | Rosamund                      | Roosevelt University, Chicago                   |
| 1994      | Wie es euch gefällt                                     | Rosalind                      | Roosevelt University, Chicago                   |
| 1997      | Balm in Gilead                                          | Ann                           | Gilead Theatre, Chicago                         |
| 1997      | The Kentucky Cycle                                      | Performer                     | Truman College, Chicago                         |
| 1997      | Company                                                 | Kathy                         | Chicago                                         |
| 1997      | Sweet and Hot                                           | Performer                     | Theatre Building, Chicago                       |
| 1998      | Heart and Soul                                          | Andrea                        | Chicago                                         |
| 1998      | Richard II                                              | Performer                     | Gilead Theatre Co., Chicago                     |
| 1998      | Ain’t Misbehavin                                        |                               | European Tour                                   |
| 1998      | Smokey Joe’s Cafe                                       | Swing                         | National Tour                                   |
| 2000      | Jesus Christ Superstar                                  | Maria Magdalena               | Ford Center for the Performing Arts, (Broadway) |
| 2001      | Aida                                                    | Nehebka                       | National Tour                                   |
| 2002      | Aida                                                    | Aida (Ersatzschauspielerin)   | Palace Theatre, Broadway                        |
| 2002–2008 | Rent                                                    | Joanne Jefferson              | Nederlander Theatre, Broadway                   |
| 2003      | Showtune: Celebrating the Words & Music of Jerry Herman | Woman 2                       | Pasadena Playhouse, Pasadena                    |
| 2006–2007 | Tarzan                                                  | Kala                          | Richard Rodgers Theatre, Broadway               |
| 2008      | Monty Python’s Spamalot                                 | The Lady of the Lake          | Shubert Theatre, Broadway                       |
| 2009–2010 | Rent                                                    | Joanne (Ersatzschauspielerin) | USA National Tour                               |
| 2014      | Monty Python’s Spamalot                                 | The Lady of the Lake          | Hollywood Bowl, Los Angeles                     |
| 2017–2018 | Once on This Island                                     | Papa Ge                       | Circle in the Square Theatre, Broadway          |

## Videospiele
- 2004: Half-Life 2 als … Alyx Vance
- 2006: Half-Life 2: Episode One als … Alyx Vance
- 2007: Half-Life 2: Episode Two als … Alyx Vance
- 2007: The Orange Box als … Alyx Vance (Compilation)
- 2013: The Last of Us als … Marlene
- 2013: Dota 2 als … Legion Commander und Winter Wyvern
- 2015: Everybody’s Gone to the Rapture als … Kate Collins
- 2016: Uncharted 4: A Thief’s End als … Evelyn / Nun